# Vườn quốc gia Picos de Europa
Vườn quốc gia Picos de Europa (Tây Ban Nha: Parque Nacional de Picos de Europa) là một vườn quốc gia nằm trong dãy núi Picos de Europa, thuộc các cộng đồng tự trị Asturias, Castilla và León và Cantabria, ở miền bắc Tây Ban Nha.

## Lịch sử
Vườn quốc gia Picos de Europa cùng với Ordesa y Monte Perdido trong dãy Pyrenees là hai vườn quốc gia đầu tiên của Tây Ban Nha. Nó được thành lập vào ngày 22 tháng 7 năm 1918, với khu vực bao phủ phần phía tây của vườn quốc gia ngày nay, tập trung tại Các hồ Covadonga. Tên của nó ban đầu là Vườn quốc gia Montana de Covadonga, có diện tích ban đầu là 169,25 km². Ngày 30 tháng 5 năm 1995, nó được mở rộng để hình thành một khu bảo tồn có tổng diện tích như hiện tại là 646,60 km².
Ngày 9 tháng 7 năm 2003, UNESCO đã công nhận vườn quốc gia này là Khu dự trữ sinh quyển thế giới. Picos de Europa là một trong những khu dự trữ sinh quyển trong dãy núi Cantabrian đang được tích hợp để hình thành một khu dự trữ sinh quyển khổng lồ được gọi là "Gran Cantábrica".